# JAXR
JAXR est l’abréviation de « Java API for XML Registries ». C’est un API Java (défini par Sun Microsystems) conçu pour uniformiser l’accès aux annuaires de web services. C’est l’équivalent « web services » de JNDI.